# كريس داي
كريس داي (بالإنجليزية: Chris Day)‏ (28 يوليو 1975 المملكة المتحدة - ) هو لاعب كرة قدم بريطاني يلعب كحارس مرمى.

## وصلات خارجية
كريس داي على موقع قاعدة بيانات كرة القدم.إي يو (الإنجليزية)
- كريس داي على موقع Soccerbase.com (لاعب) (الإنجليزية)
- كريس داي على موقع عالم كرة القدم.نت (الإنجليزية)